# Franse keuken

De Franse wijnen zijn een belangrijk en internationaal gewaardeerd onderdeel van de Franse keuken

De Franse keuken is een internationaal gewaardeerde keuken met een lange traditie. Deze keuken wordt gekenmerkt door een grote diversiteit, zoals dat ook wel gezien wordt in de Chinese keuken en Indische keuken.

## Lokale tradities
Traditioneel heeft elk gebied van Frankrijk een eigen kenmerkende keuken: in de keuken van het noordwesten van Frankrijk worden veel boter, room (crème fraîche) en appels gebruikt, terwijl de Provençaalse keuken (in het zuidoosten) veel olijfolie, kruiden en tomaten gebruikt; de keuken van Zuidwest-Frankrijk wordt gekenmerkt door het gebruik van eendenvet, foie gras (ganzenlever), eekhoorntjesbrood en pens; de keuken van noordoostelijk Frankrijk is afgeleid van de Duitse keuken. Hierin worden reuzel, worsten, bier en zuurkool gebruikt. Naast deze vier algemene gebieden zijn er veel meer lokale keukens, zoals die van de vallei van de Loire met zijn schotels van zoetwatervis en witte wijnen uit de Loirevallei, de Baskische keuken, gekenmerkt door het gebruik van tomaten en Spaanse pepers, en de keuken van Roussillon, die verwant is aan de Catalaanse keuken.
Als gevolg van nieuwe algemene trends in het eetpatroon van veel mensen in de westerse wereld, waaronder Frankrijk, zijn dergelijke regionale verschillen minder merkbaar, maar ze zijn nog duidelijk aanwezig. Iemand die door Frankrijk reist zal duidelijke verschillen in de eetgewoonten en kookkunst opmerken. Voorts betekent de voorkeur van veel Franse consumenten voor lokale plattelandsvoedingsmiddelen (produits du terroir) dat de regionale keukens een sterke heropleving doormaken.

## Buiten de grenzen

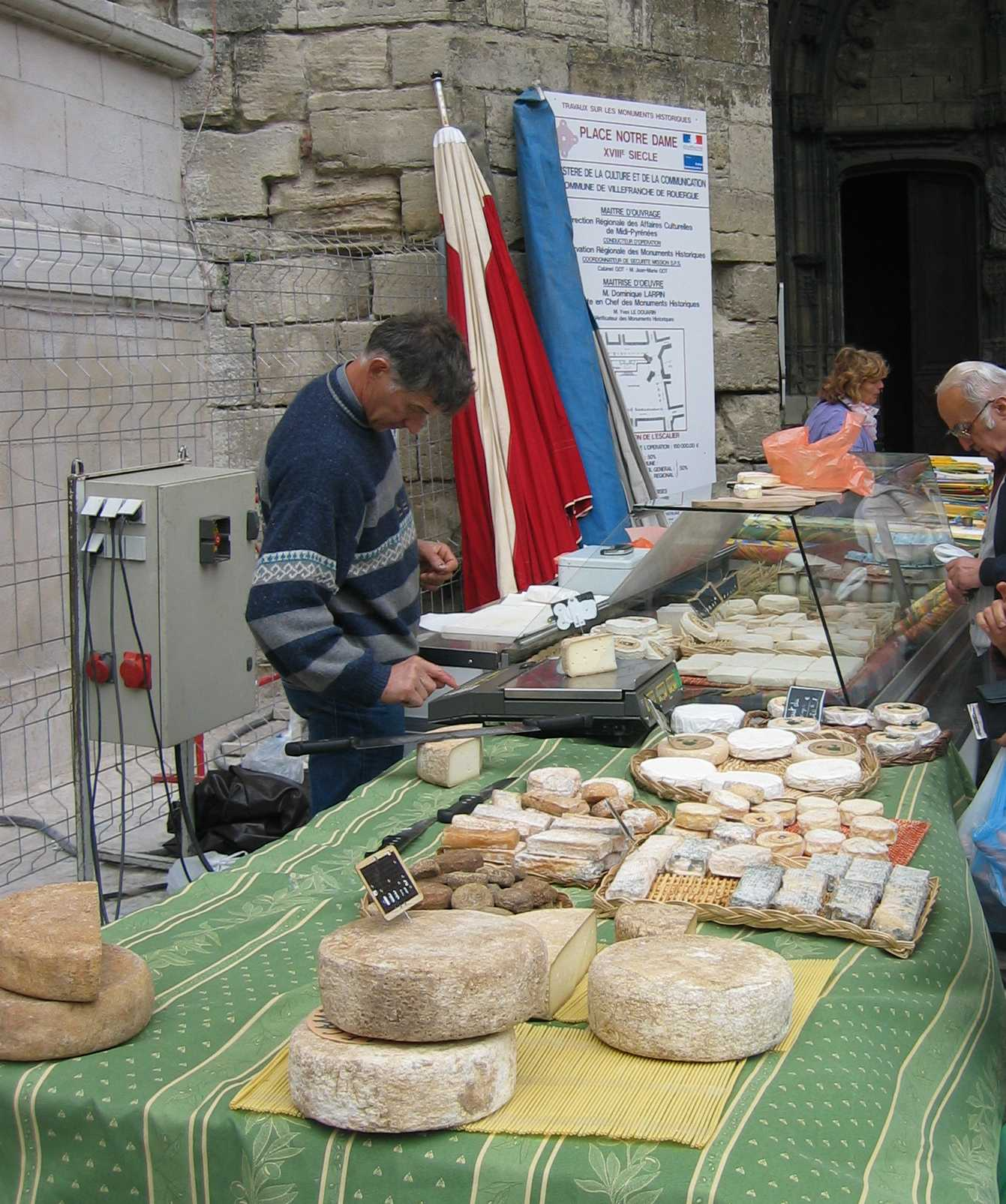
Kaasmarkt in Villefranche-de-Rouergue

Wat buiten Frankrijk de "Franse keuken" wordt genoemd, is in feite de chique Parijse keuken, die in dure restaurants worden geserveerd. Deze keuken wordt meestal beïnvloed door de regionale keukens van noordelijk Frankrijk. Echter, de gemiddelde Fransman eet in het dagelijkse leven niet dergelijk voedsel, maar eerder de regionale recepten van het gebied waar hij vandaan komt.
Franse wijn en de Franse kaas vormen een integraal onderdeel van de hele Franse keuken, als ingrediënten zowel als bijgerechten. Frankrijk staat bekend om zijn grote assortiment aan wijnen en kazen.
Diverse exotische kookmethoden, in het bijzonder de Chinese keuken en tradities van vroegere kolonies in noordelijk Afrika (bijvoorbeeld couscous), hebben invloed op de Franse keuken uitgeoefend.